# Suddivisione amministrativa dello Zhejiang
La provincia dello Zhejiang è suddivisa amministrativamente nei seguenti tre livelli:
- 11 prefetture (地区 dìqū), tutte costituite da città con status di prefettura
- 90 contee (县 xiàn)
  - 22 città con status di contea (县级市 xiànjíshì)
  - 35 contee (县 xiàn)
  - 1 contea autonoma (自治县 zìzhìxiàn)
  - 32 distretti (市辖区 shìxiáqū)
- 1598 città (镇 zhèn)
  - 783 città (镇 zhèn)
  - 526 comuni (乡 xiāng)
  - 14 comuni etnici (民族乡 mínzúxiāng)
  - 275 sotto-distretti (街道办事处 jiēdàobànshìchù)

| Prefettura                   | Distretti, contee e città       | Distretti, contee e città | Distretti, contee e città |
| Prefettura                   | Nome                            | Cinese (S)                | Pinyin                    |
| ---------------------------- | ------------------------------- | ------------------------- | ------------------------- |
| Hangzhou 杭州市 Hángzhōu Shì | Distretto di Gongshu            | 拱墅区                    | Gǒngshù Qū                |
| Hangzhou 杭州市 Hángzhōu Shì | Distretto di Shangcheng         | 上城区                    | Shàngchéng Qū             |
| Hangzhou 杭州市 Hángzhōu Shì | Distretto di Xiacheng           | 下城区                    | Xiàchéng Qū               |
| Hangzhou 杭州市 Hángzhōu Shì | Distretto di Jianggan           | 江干区                    | Jiānggān Qū               |
| Hangzhou 杭州市 Hángzhōu Shì | Distretto di Xihu               | 西湖区                    | Xīhú Qū                   |
| Hangzhou 杭州市 Hángzhōu Shì | Distretto di Binjiang           | 滨江区                    | Bīnjiāng Qū               |
| Hangzhou 杭州市 Hángzhōu Shì | Distretto di Yuhang             | 余杭区                    | Yúháng Qū                 |
| Hangzhou 杭州市 Hángzhōu Shì | Distretto di Xiaoshan           | 萧山区                    | Xiāoshān Qū               |
| Hangzhou 杭州市 Hángzhōu Shì | Distretto di Lin'an             | 临安区                    | Lín'ān Qū                 |
| Hangzhou 杭州市 Hángzhōu Shì | Distretto di Fuyang             | 富阳区                    | Fùyáng Qū                 |
| Hangzhou 杭州市 Hángzhōu Shì | Contea di Tonglu                | 桐庐县                    | Tónglú Xiàn               |
| Hangzhou 杭州市 Hángzhōu Shì | Contea di Chun'an               | 淳安县                    | Chún'ān Xiàn              |
| Hangzhou 杭州市 Hángzhōu Shì | Jiande                          | 建德市                    | Jiàndé Shì                |
| Huzhou 湖州市 Húzhōu Shì     | Distretto di Wuxing             | 吴兴区                    | Wúxīng Qū                 |
| Huzhou 湖州市 Húzhōu Shì     | Distretto di Nanxun             | 南浔区                    | Nánxún Qū                 |
| Huzhou 湖州市 Húzhōu Shì     | Contea di Changxing             | 长兴县                    | Chángxīng Xiàn            |
| Huzhou 湖州市 Húzhōu Shì     | Contea di Deqing                | 德清县                    | Déqīng Xiàn               |
| Huzhou 湖州市 Húzhōu Shì     | Contea di Anji                  | 安吉县                    | Ānjí Xiàn                 |
| Jiaxing 嘉兴市 Jiāxīng Shì   | Distretto di Nanhu              | 南湖区                    | Nánhú Qū                  |
| Jiaxing 嘉兴市 Jiāxīng Shì   | Distretto di Xiuzhou            | 秀洲区                    | Xiùzhōu Qū                |
| Jiaxing 嘉兴市 Jiāxīng Shì   | Contea di Jiashan               | 嘉善县                    | Jiāshàn Xiàn              |
| Jiaxing 嘉兴市 Jiāxīng Shì   | Contea di Haiyan                | 海盐县                    | Hǎiyán Xiàn               |
| Jiaxing 嘉兴市 Jiāxīng Shì   | Pinghu                          | 平湖市                    | Pínghú Shì                |
| Jiaxing 嘉兴市 Jiāxīng Shì   | Haining                         | 海宁市                    | Hǎiníng Shì               |
| Jiaxing 嘉兴市 Jiāxīng Shì   | Tongxiang                       | 桐乡市                    | Tóngxiāng Shì             |
| Zhoushan 舟山市 Zhōushān Shì | Distretto di Dinghai            | 定海区                    | Dìnghǎi Qū                |
| Zhoushan 舟山市 Zhōushān Shì | Distretto di Putuo              | 普陀区                    | Pǔtuó Qū                  |
| Zhoushan 舟山市 Zhōushān Shì | Contea di Daishan               | 岱山县                    | Dàishān Xiàn              |
| Zhoushan 舟山市 Zhōushān Shì | Contea di Shengsi               | 嵊泗县                    | Shèngsì Xiàn              |
| Ningbo 宁波市 Níngbō Shì     | Distretto di Haishu             | 海曙区                    | Hǎishǔ Qū                 |
| Ningbo 宁波市 Níngbō Shì     | Distretto di Jiangbei           | 江北区                    | Jiāngběi Qū               |
| Ningbo 宁波市 Níngbō Shì     | Distretto di Beilun             | 北仑区                    | Běilún Qū                 |
| Ningbo 宁波市 Níngbō Shì     | Distretto di Zhenhai            | 镇海区                    | Zhènhǎi Qū                |
| Ningbo 宁波市 Níngbō Shì     | Distretto di Yinzhou            | 鄞州区                    | Yínzhōu Qū                |
| Ningbo 宁波市 Níngbō Shì     | Distretto di Fenghua            | 奉化区                    | Fènghuà Qū                |
| Ningbo 宁波市 Níngbō Shì     | Contea di Ninghai               | 宁海县                    | Nínghǎi Xiàn              |
| Ningbo 宁波市 Níngbō Shì     | Contea di Xiangshan             | 象山县                    | Xiāngshān Xiàn            |
| Ningbo 宁波市 Níngbō Shì     | Cixi                            | 慈溪市                    | Cíxī Shì                  |
| Ningbo 宁波市 Níngbō Shì     | Yuyao                           | 余姚市                    | Yúyáo Shì                 |
| Shaoxing 绍兴市 Shàoxīng Shì | Distretto di Yuecheng           | 越城区                    | Yuèchéng Qū               |
| Shaoxing 绍兴市 Shàoxīng Shì | Distretto di Keqiao             | 柯桥区                    | Kēqiáo Qū                 |
| Shaoxing 绍兴市 Shàoxīng Shì | Distretto di Shangyu            | 上虞区                    | Shàngyú Qū                |
| Shaoxing 绍兴市 Shàoxīng Shì | Contea di Xingchang             | 新昌县                    | Xīnchāng Xiàn             |
| Shaoxing 绍兴市 Shàoxīng Shì | Zhuji                           | 诸暨市                    | Zhūjì Shì                 |
| Shaoxing 绍兴市 Shàoxīng Shì | Shengzhou                       | 嵊州市                    | Shèngzhōu Shì             |
| Quzhou 衢州市 Qúzhōu Shì     | Distretto di Kecheng            | 柯城区                    | Kēchéng Qū                |
| Quzhou 衢州市 Qúzhōu Shì     | Distretto di Qujiang            | 衢江区                    | Qújiāng Qū                |
| Quzhou 衢州市 Qúzhōu Shì     | Contea di Changshan             | 常山县                    | Chángshān Xiàn            |
| Quzhou 衢州市 Qúzhōu Shì     | Contea di Kaihua                | 开化县                    | Kāihuà Xiàn               |
| Quzhou 衢州市 Qúzhōu Shì     | Contea di Longyou               | 龙游县                    | Lóngyóu Xiàn              |
| Quzhou 衢州市 Qúzhōu Shì     | Jiangshan                       | 江山市                    | Jiāngshān Shì             |
| Jinhua 金华市 Jīnhuá Shì     | Distretto di Wucheng            | 婺城区                    | Wùchéng Qū                |
| Jinhua 金华市 Jīnhuá Shì     | Distretto di Jindong            | 金东区                    | Jīndōng Qū                |
| Jinhua 金华市 Jīnhuá Shì     | Contea di Pujiang               | 浦江县                    | Pǔjiāng Xiàn              |
| Jinhua 金华市 Jīnhuá Shì     | Contea di Pan'an                | 磐安县                    | Pán'ān Xiàn               |
| Jinhua 金华市 Jīnhuá Shì     | Contea di Wuyi                  | 武义县                    | Wǔyì Xiàn                 |
| Jinhua 金华市 Jīnhuá Shì     | Lanxi                           | 兰溪市                    | Lánxī Shì                 |
| Jinhua 金华市 Jīnhuá Shì     | Yongkang                        | 永康市                    | Yǒngkāng Shì              |
| Jinhua 金华市 Jīnhuá Shì     | Yiwu                            | 义乌市                    | Yìwū Shì                  |
| Jinhua 金华市 Jīnhuá Shì     | Dongyang                        | 东阳市                    | Dōngyáng Shì              |
| Taizhou 台州市 Tāizhōu Shì   | Distretto di Jiaojiang          | 椒江区                    | Jiāojiāng Qū              |
| Taizhou 台州市 Tāizhōu Shì   | Distretto di Huangyan           | 黄岩区                    | Huángyán Qū               |
| Taizhou 台州市 Tāizhōu Shì   | Distretto di Luqiao             | 路桥区                    | Lùqiáo Qū                 |
| Taizhou 台州市 Tāizhōu Shì   | Contea di Sanmen                | 三门县                    | Sānmén Xiàn               |
| Taizhou 台州市 Tāizhōu Shì   | Contea di Tiantai               | 天台县                    | Tiāntāi Xiàn              |
| Taizhou 台州市 Tāizhōu Shì   | Contea di Xianju                | 仙居县                    | Xiānjū Xiàn               |
| Taizhou 台州市 Tāizhōu Shì   | Yuhuan                          | 玉环市                    | Yùhuán Shì                |
| Taizhou 台州市 Tāizhōu Shì   | Linhai                          | 临海市                    | Línhǎi Shì                |
| Taizhou 台州市 Tāizhōu Shì   | Wenling                         | 温岭市                    | Wēnlǐng Shì               |
| Wenzhou 温州市 Wēnzhōu Shì   | Distretto di Lucheng            | 鹿城区                    | Lùchéng Qū                |
| Wenzhou 温州市 Wēnzhōu Shì   | Distretto di Longwan            | 龙湾区                    | Lóngwān Qū                |
| Wenzhou 温州市 Wēnzhōu Shì   | Distretto di Ouhai              | 瓯海区                    | Ōuhǎi Qū                  |
| Wenzhou 温州市 Wēnzhōu Shì   | Distretto di Dongtou            | 洞头区                    | Dòngtóu Qū                |
| Wenzhou 温州市 Wēnzhōu Shì   | Contea di Yongjia               | 永嘉县                    | Yǒngjiā Xiàn              |
| Wenzhou 温州市 Wēnzhōu Shì   | Contea di Wencheng              | 文成县                    | Wénchéng Xiàn             |
| Wenzhou 温州市 Wēnzhōu Shì   | Contea di Pingyang              | 平阳县                    | Píngyáng Xiàn             |
| Wenzhou 温州市 Wēnzhōu Shì   | Contea di Taishun               | 泰顺县                    | Tàishùn Xiàn              |
| Wenzhou 温州市 Wēnzhōu Shì   | Contea di Cangnan               | 苍南县                    | Cāngnán Xiàn              |
| Wenzhou 温州市 Wēnzhōu Shì   | Rui'an                          | 瑞安市                    | Ruì'ān Shì                |
| Wenzhou 温州市 Wēnzhōu Shì   | Yueqing                         | 乐清市                    | Yuèqīng Shì               |
| Wenzhou 温州市 Wēnzhōu Shì   | Longgang                        | 龙港市                    | Lónggǎng Shì              |
| Lishui 丽水市 Líshuǐ Shì     | Distretto di Liandu             | 莲都区                    | Liándū Qū                 |
| Lishui 丽水市 Líshuǐ Shì     | Contea di Jinyun                | 缙云县                    | Jìnyún Xiàn               |
| Lishui 丽水市 Líshuǐ Shì     | Contea di Qingtian              | 青田县                    | Qīngtián Xiàn             |
| Lishui 丽水市 Líshuǐ Shì     | Contea di Yunhe                 | 云和县                    | Yúnhé Xiàn                |
| Lishui 丽水市 Líshuǐ Shì     | Contea di Suichang              | 遂昌县                    | Suíchāng Xiàn             |
| Lishui 丽水市 Líshuǐ Shì     | Contea di Songyang              | 松阳县                    | Sōngyáng Xiàn             |
| Lishui 丽水市 Líshuǐ Shì     | Contea di Qingyuan              | 庆元县                    | Qìngyuán Xiàn             |
| Lishui 丽水市 Líshuǐ Shì     | Contea autonoma She di Jingning | 景宁畲族自治县            | Jǐngníng Shēzú Zìzhìxiàn  |
| Lishui 丽水市 Líshuǐ Shì     | Longquan                        | 龙泉市                    | Lóngquán Shì              |